# Stylobates loisetteae
Stylobates loisetteae is een zeeanemonensoort uit de familie Actiniidae.
Stylobates loisetteae werd voor het eerst gepubliceerd door Daphne Gail Fautin in 1987.
De soort komt voor in de zee aan de noordelijke kust van West-Australië. De soort is vernoemd naar Loisette M. Marsh, curator in het departement van mariene zoölogie van het Museum van West-Australië, die het holotype verzamelde in zee 269 km NW van Port Hedland.